# Ernest Igl
Ernest Igl, eigentlich Ernest Hofmann, (* 6. Februar 1920 in Prag; † 2. April 2001 in Davos) war ein deutscher Grafiker, Maler und Designer.

## Leben
Ernest Igl, mit bürgerlichem Namen Hofmann, absolvierte 1938 die Handelsakademie in Karlsbad und besuchte anschließend die Hochschule für bildende Kunst in Prag und die Akademie der Angewandten Kunst in München. Nach dem Krieg arbeitete er als Zeichner und Grafiker in München. 1945 heiratete er Irmgard Hofmann, mit der er zwei Töchter und einen Sohn hatte. Igl genoss hohes Ansehen als Illustrator bei bedeutenden Schulbuchverlagen und profilierte sich als international gefragter Industriedesigner. 1962 übersiedelte Ernest Hofmann Igl nach Rosenheim. Mit 60 Jahren zog er sich 1982 nach Sylt zurück und arbeitete während dieser Zeit vorwiegend als Bildhauer. Er verstarb 2001 in Davos. Postum erschienen im Selbstverlag seine Lebenserinnerungen.

## Werke

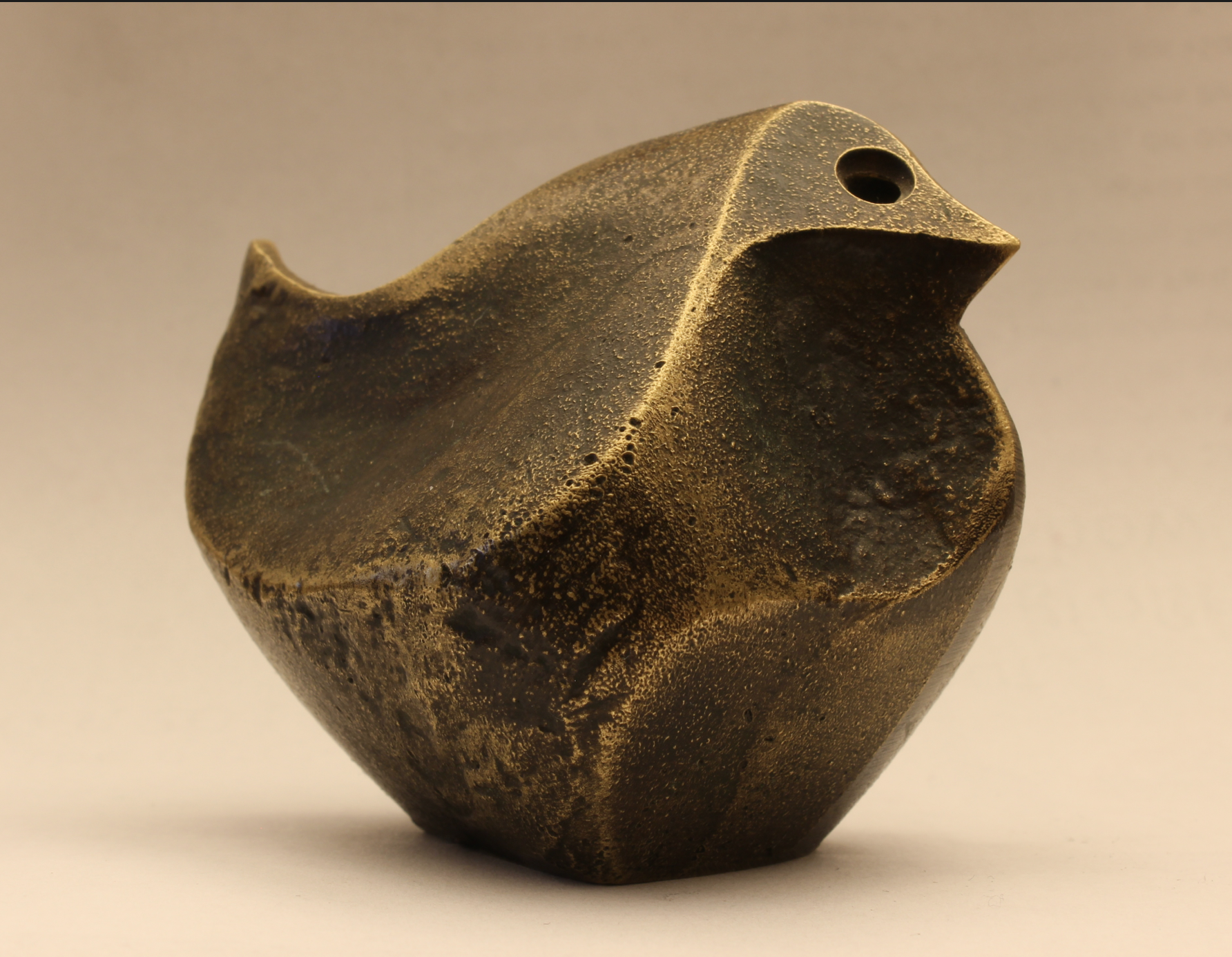
Spatz, Bronze von Ernest Igl

Am Beginn standen Illustrationen und die Gestaltung von Buchumschlägen für Schulbücher, die der Künstler Ernest Igl entwarf. Ab den 1950er-Jahren schuf er kunsthandwerkliche Objekte in verschiedenen Materialien. Aus diesen Erfolgen erwuchs die Entwurfsfähigkeit für die Industrie, Verpackungsgestaltung von Markenartikeln und Patententwicklungen bis zur Karosserieformung für Nutzfahrzeuge wie Bagger, Lastwagen, Gabelstapler, Strassenwalzen, Raupen, Mähdrescher und Traktoren, so für die Firma Eicher. Seine Tätigkeit erstreckte sich auf 20 Branchen für Firmen in Deutschland, der Schweiz, Österreich, Schweden, den Niederlanden, USA und Frankreich.
Dabei war Hofman-Igl kein ausgebildeter Designer. Durch Handwerks-Mitarbeiter unterstützt, entwarf und fertigte er in einem 400 m² großen Atelier seine Modelle, bis zu einer Größe von 10 m Länge. Sein Prinzip: Ideen aus Dreidimensionalität durch Abwicklung auf zweidimensionale Flächigkeig reduzieren, um sie dann durch Umformung in plastische Botschaften zu verwandeln – als Synthese.
Mit kaufmännischer Ausbildung und Abschluss an der Karlsbader Handelsakademie waren ihm kommerzielle Aspekte des Industriedesigns nicht fremd. 
Bereits 1952 entdeckte er für sich die Möglichkeiten der Kunststoffe. So entwarf er 1970 in künstlerischer Mission den legendären Schreibtisch „igl jet“ um einen Möbel-Stil zu überwinden, den „Holzverarbeitungsmaschinen vorschreiben - glatt, eckig, pompös, aggressiv und abstoßend.“ Den Schreibtisch meldete Igl im Jahre 1969 zum Patent an.
In Sachen Arbeitsergonomie war „igl-jet“ seiner Zeit weit voraus, etwa durch eine abgeschrägte Kante auf der Sitzseite. Hersteller Werndl nutzte den Hartschaum Baydur zur Herstellung.
Nach den Originalmaßen und in limitierter Auflage wurde „igl jet“ 2008 neu aufgelegt und in Oberbayern gefertigt. 

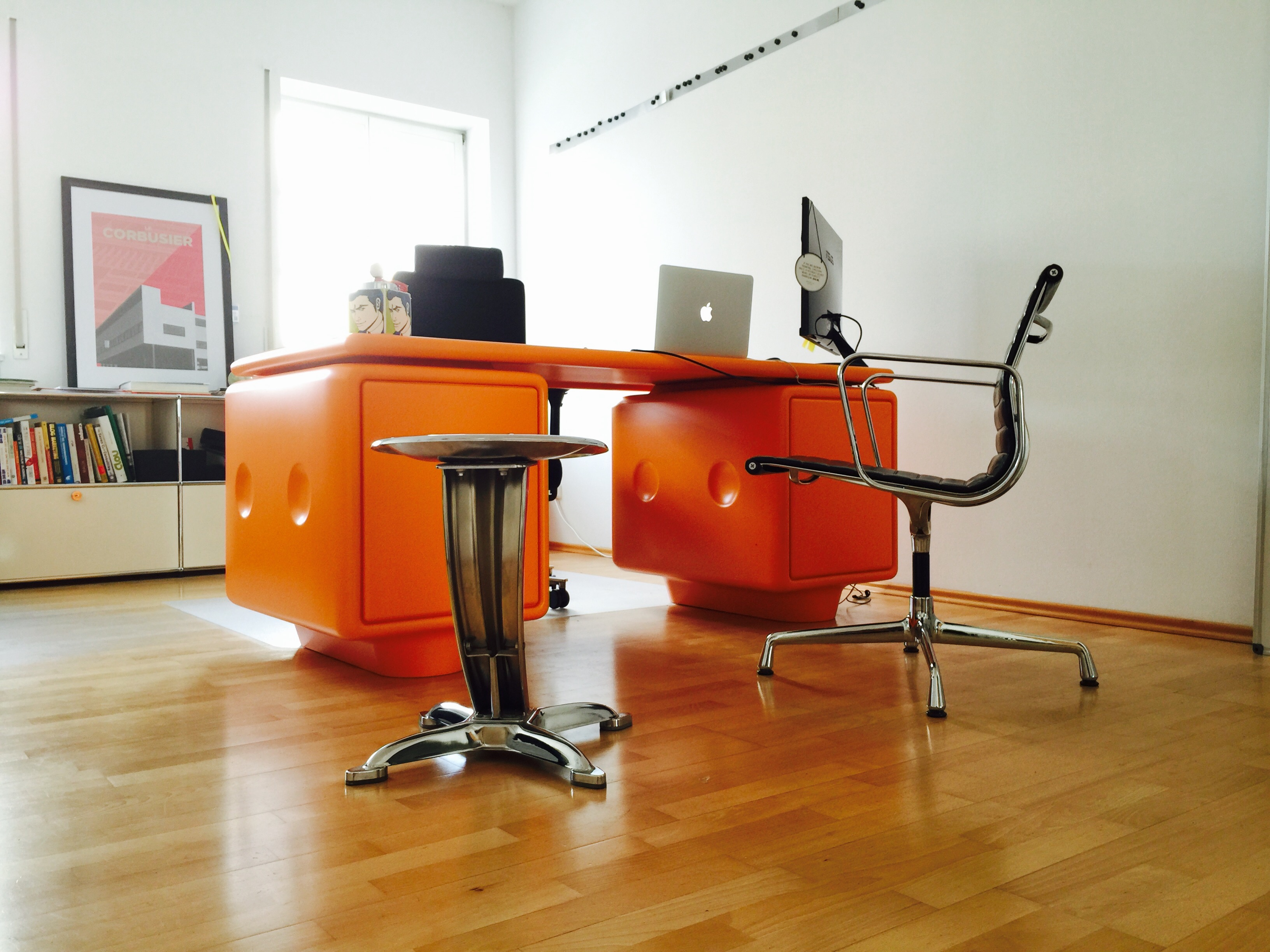
„Igl-Jet“, Reedition, 2015

Ernest Igl war ein Multitalent des Industriedesigns. Viele Produkte, die er entwarf blieben zwischen 10 und 25 Jahren auf dem Markt. Seiner Arbeit für Werndl folgten Aufträge im Maschinenbau (Linde Gabelstapler), Claas (Mähdrescher), Schuhindustrie (Romica), Beleuchtung (Hillebrand) oder auch Haushaltswaren (Geschirr). Hinzu kommen Firmensignets für etliche Unternehmen.
Aufgrund vielseitiger Arbeitsansätze als Grafiker, Maler, Bühnenbildner und Plastiker wurde er zum erfolgreichen Universalisten mit breiten Denkansätzen für Neues.

## Produktdesign (Auswahl)
- Blumengießkanne für Vitri, Mühltal, um 1952
- Leuchten in organischen Formen aus perforiertem Metall für Egon Hillebrand, Neheim-Hüsten
- Stempelfarbenflasche und Klebstoffflasche für Pelikan, Hannover
- Tischabroller in Keilform für Tesa, Hamburg
- Briefablage für Leitz, Stuttgart
- „Igl-Jet“, in Polyurethan geschäumter Schreibtisch für Werndl, Rosenheim

## Objekte im Raum (Auswahl)
- Plastik „Totengedenkmal“ (1978) und Kanzelkreuz (1985) in St. Severin-Kirche in Keitum auf Sylt
- Kunstobjekt „Trotzkopf“ an der Grundschule Soehrewald
- „Socke“, Fußgängerzone Kiel-Gaarden, 1983[5]
- Kunsthaus Iglson, 4-1/2-Zimmer Wohnhaus des Künstlers in Davos-Platz, das er bis zu seinem Tod bewohnte, ausgestattet u. a. mit Kunstwerken aus seiner gesamten Schaffenszeit[6]

## Ehrungen und Mitgliedschaften
- Mitglied der Sudetendeutschen Akademie[7]